# Tần Trọng
Tần U Công (chữ Hán: 秦仲, 875 TCN - 822 TCN),tên thật là Tần Trọng là vị quân chủ thứ tư của nước Tần - chư hầu nhà Chu trong lịch sử Trung Quốc.

## Thân thế
Tần U Công có tên thật là Tần Trọng là con trai là con trai thứ hai của Tần Công Bá, vị quân chủ thứ ba của nước Tần. Mẹ ông là Mạnh cơ. Năm 845 TCN, Công Bá chết, Tần Trọng lên nối ngôi.

## Chiến tranh với Tây Nhung
Tần U Công lên ngôi thời Chu Lệ Vương. Ông làm vua được 3 năm thì xảy ra sự kiện Chu Lệ Vương bị nhân dân lật đổ phải chạy ra đất Di, bắt đầu thời Chu Triệu cộng hòa (841 TCN-827 TCN).
Các bộ tộc Tây Nhung ở gần nước Tần bắt đầu nổi lên, uy hiếp bờ cõi nhà Chu. Năm 827 TCN, con Lệ Vương là Chu Tuyên Vương lên ngôi, phong Tần Trọng làm Đại phu và ra lệnh cho ông cầm quân chống lại sự chống phá của các bộ tộc nổi loạn.
Năm 822 TCN, Tần Trọng đi đánh Tây Nhung. Khi tiến vào đất địch, ông bị quân Tây Nhung đánh bại và giết chết, không rõ ông bao nhiêu tuổi.
Tần Trọng ở ngôi được 23 năm. Con ông là Tần Trang công lên nối ngôi.

## Hậu duệ
Tần Trọng có hai người con. Con trai trưởng của ông kế vị, tức là Tần Trang công.
Con trai út của ông là công tử Khang cũng được nhà Chu phong ấp kiến quốc, sau chính là nước Lương.